# 東郷慎十郎
東郷 慎十郎（とうごう しんじゅうろう 慶応2年5月12日(1866年6月25日) - 昭和5年(1930年）4月20日）は、日本の実業家・慈善家。湘南地域の学校や教育施設などに多額の寄付を行い、地域の教育に多大な貢献をした。特に鎌倉町の図書館設立に当たっては、建設費の寄付・図書千冊の寄贈を行い、中心的な役割を果たした。

## 来歴
東郷は1866年に福井藩士・東郷晴霞の第７子として生まれた。長兄は福井市長を務めた東郷龍雄、次兄は大日本帝国海軍中将の東郷正路、四兄の六郎は太田氏、六兄の欽九朗は中野氏の養子となるが、共に「太田工業事務所」を起業し鉄道敷設などを請け負った。
はじめ旭小学校に学び、その後、先に上京していた兄を頼り上京。共立学校（後の開成中学校・高等学校）、東京府中学（後の東京都立日比谷高等学校）に進学する。明治21年（1888年）に東京府中学を卒業し、同校の助教諭心得となった。
その後、1890年ごろに「太田工業事務所」へ入社、兄の経営を助ける一方で、東京府中学の同窓会「如蘭会」の再興なども行った。
1903年に鎌倉町坂ノ下へ転居。この頃より教育施設への寄付を行うようになる。1910年7月20日には鎌倉図書館（後の鎌倉市図書館）へ建設費千円、群書類従など図書千冊の寄付を行い、図書館設立に大きな貢献を果たし、翌1911年には第二開成中学（後の逗子開成中学校・高等学校）へも千円の寄付を行った。また息子慎一名義で鎌倉小学校（後の鎌倉市立第一小学校）にも寄付を行っている。
1912年に鎌倉町議会選挙に立候補するものの落選、翌1913年に東京府豊多摩郡淀橋町柏木（現在の東京都新宿区西新宿、もしくは北新宿にあたる地域)に転居する。
関東大震災で被災したため、大磯の仮寓を経て静岡に転居し、そこで生涯を終えた。墓所は青山霊園。
東郷は12人の子供に恵まれた。三男の東郷静男は宝塚の演出家で小夜福子と結婚した事で知られる。また静男の息子東郷輝久はジャズボーカリストとして知られる。
2011年7月20日、鎌倉市が主催する「鎌倉市図書館開館百周年記念式典」において、「図書館誕生の発端」として感謝状が贈呈され、孫の輝久が受け取った。